# Wirkwiderstand

Wechselstromwiderstand als Zeiger in der komplexen Ebene mit Wirkwiderstand und Blindwiderstand für sinusförmige Ströme und Spannungen

In der Elektrotechnik ist der  elektrische Widerstand ein Maß dafür, welche elektrische Spannung erforderlich ist, um eine bestimmte elektrische Stromstärke durch ein elektrisches Bauelement fließen zu lassen. Verhält sich der Widerstand eines Verbrauchers in Blick auf die Effektivwerte von Spannung und Stromstärke wie ein linearer Widerstand, verhält sich aber bei sinusförmigem Wechselstrom anders als bei Gleichstrom, so wird der dann auftretende Wechselstromwiderstand durch zwei Komponenten beschrieben, den Wirkwiderstand und den Blindwiderstand, die auch als elektrische Impedanz zusammengefasst werden.
Der Wirkwiderstand wird auch als Resistanz bezeichnet. Definiert wird er gemäß der  komplexen Wechselstromrechnung als Realteil {\displaystyle R} des komplexen Widerstandes {\displaystyle {\underline {Z}}}:
{\displaystyle R=\operatorname {Re} ({\underline {Z}})=|{\underline {Z}}|\cos \varphi ={\frac {U_{\mathrm {eff} }}{I_{\mathrm {eff} }}}\cos \varphi \ .}

Der Wirkwiderstand einer RC-Parallelschaltung ist für jede Frequenz ein anderer

Der Wirkwiderstand lässt keine zeitliche Verzögerung zwischen Stromstärke und Spannung entstehen und erzeugt somit keine Phasenverschiebung zwischen Stromstärke und Spannung. Er kann je nach Umständen von der Frequenz {\displaystyle f} abhängig oder unabhängig sein; eine Abhängigkeit zeigt sich in folgendem Beispiel.
Zur gezeigten Schaltung gilt
{\displaystyle {\frac {1}{\underline {Z}}}={\underline {Y}}={\frac {1}{R_{p}}}+\mathrm {j} \;2\pi fC_{p}={\frac {1}{R_{p}}}\,(1+\mathrm {j} \;2\pi fR_{p}C_{p})}
{\displaystyle {\underline {Z}}=R_{p}\,{\frac {1-\mathrm {j} \;2\pi fR_{p}C_{p}}{1+(2\pi fR_{p}C_{p})^{2}}}\ .}
Darin ist der Realteil {\displaystyle {\tfrac {R_{p}}{1+(2\pi fR_{p}C_{p})^{2}}}} abhängig von der Frequenz.
Jeder ohmsche Widerstand verhält sich wie ein Wirkwiderstand. Eine Umkehrung, wonach sich jeder Wirkwiderstand wie ein ohmscher Widerstand verhält, ist dagegen nicht zulässig. Denn ein ohmscher Widerstand ist definitionsgemäß stets unabhängig von der Frequenz. Ausdrücklich ist der Wirkwiderstand dieser Schaltung etwas anderes als der Kehrwert ihres Wirkleitwerts. Im Beispiel ist der Wirkleitwert {\displaystyle G=\operatorname {Re} ({\underline {Y}})={\tfrac {1}{R_{p}}}}.
Der Wirkwiderstand steht zugleich für denjenigen Teil des Verbrauchers, der elektrische Energie unumkehrbar in eine andere Energieform (z. B. mechanische, thermische oder chemische Energie) umwandelt. Im Gegensatz dazu steht der Blindwiderstand für den Teil des Verbrauchers, der Energie zwischen Erzeuger und Verbraucher pendeln lässt.